# Roland Eriksson
Bengt Roland Eriksson (Borlänge, 1954. március 1. –) világbajnoki ezüstérmes svéd válogatott jégkorongozó.

## Pályafutása
Komolyabb junior karrierjét a svéd ligában a HC Tunabro csapatában kezdte 1971–1972-ben. 1974-ben a Leksands IF-be igazolt. A következő szezont is ebben a csapatban töltötte majd az 1974-es NHL-amatőr drafton a Minnesota North Stars választotta ki a nyolcadik kör 131. helyén. 1976–1978 között a North Stars játékosa volt. 1978–1979-ben játszott a Vancouver Canucksban és az akkor még World Hockey Associationos Winnipeg Jetsben. A következő szezonban visszament a Leksands IF-be. 1980–1982 között a német Düsseldorfer EG-ben játszott. 1982–1984 között ismét a Leksands IF-ben szerepelt majd 1984–1986 között a másodosztályú HV 71 Jonkopingben szerezte a pontokat. 1986–1988 között a szintén másodosztályú IK VIK Hockey Vasterasban játszott. 1989-ben vonult vissza a Vasteras IK-ból.

## A válogatottban
Részt vett az 1973-as junior Európa-bajnokságon valamint az egy évvel később rendezett junior világbajnokságon. Játszott az 1976-os Kanada-kupán és az ebben az évben rendezett világbajnokságon. Képviselte hazáját még az 1977-es, 1978-as, 1981-es és az 1983-as világbajnokságon is. A világbajnokságokon két ezüstöt és egy bronzérmet szerzett.

## Díjai
- Svéd Junior Az Év Játékosa: 1973
- WJC-A All-Star Csapat: 1974
- NHL All-Star Gála: 1978
- Világbajnoki ezüstérem: 1977, 1981
- Világbajnoki bronzérem: 1979